# چویا رینری
چویا رینری (به اسپانیایی: Ch'ulla Rinri) یک کوه در پرو است که در منطقه پونو واقع شده‌است. چویا رینری ۴٬۹۵۰ متر بالاتر از سطح دریا واقع شده‌است.